# Ivo Viktor
Ivo Viktor (Křelov, Checoslovaquia, 21 de mayo de 1942) es un exfutbolista internacional y entrenador checo, considerado el mejor portero de la historia de Checoslovaquia; en 1976 acabó tercero en el premio al Balón de Oro. Actualmente trabaja con la Federación de Fútbol Checo y tiene un campamento de verano para jóvenes porteros, también tiene su propia escuela de fútbol de 10 a 14 años de edad y en 1996 ganó la medalla de plata como entrenador de porteros en la Eurocopa 1996.

## Trayectoria
Su primer club fue el Spartaku Šternberk empezando a jugar a la temprana edad de 14 años, en 1960 pasó al Železárny Prostějov, un año más tarde al RH Brno que al siguiente año se fusionó con el Spatakem ZJS Brno. Desde 1963 hasta el final de su carrera trabajó en el Dukla Praga, en total desempeño 316 partidos. En 1977 puso fin a su carrera como guardameta por problemas de salud, desde entonces se ha dedicado a ser un entrenador de fútbol. En 1977 trabajó como entrenador de porteros en el Dukla Praga y el equipo nacional; en la temporada 1990/91 se hizo cargo como entrenador del equipo Duklas, más tarde para el equipo nacional Checo; actualmente trabaja para la Federación de Fútbol Checo.

## Selección nacional
Ha sido internacional con la Selección de fútbol de Checoslovaquia. Debutó en el estadio de Maracaná en un partido contra Brasil en 1966 donde fue "bautizado" con 2 goles de Pelé. En otoño de ese mismo año, se enfrentó a los campeones del mundo, Inglaterra, en otro mítico estadio, Wembley, donde a pesar de la superioridad de los ingleses, los checos lograron un empate a 0-0. Los estadísticos registraron 66 tiros a la puerta defendida por Viktor. En 1970 participó la selección checa como tal en el mundial de México
y tras 3 derrotas la comisión disciplinaria de fútbol decidió prohibir al combinado jugar varios partidos, tras el excelente rendimiento de Ivo Viktor que lideró a la selección checa a través de la clasificación a la copa de Europa de 1976, en el grupo los checos eliminaron a Inglaterra y Portugal y en los cuartos de final a la Unión Soviética, en las semifinales se encontraron a la selección de los Países Bajos, de Johan Cruyff logrando ganar en la prórroga por 3-1, en la final la selección se midió frente a la campeona del mundo en ese entonces, Alemania Occidental, los checos estuvieron adelantados en el marcador por 2-1 hasta el último minuto donde los alemanes igualaron, ya en la prórroga gracias a las intervenciones de Viktor el partido se fue a la tanda de penaltis y gracias al tanto de Antonín Panenka los checos ganaron la copa de Europa, Viktor fue galardonado con el premio al mejor portero de campeonato, 

### Participaciones en Copas del Mundo
| Mundial                        | Sede   | Resultado     |
| ------------------------------ | ------ | ------------- |
| Copa Mundial de Fútbol de 1970 | México | Primera fase; |

## Clubes
| Club                | País           | Año       |
| ------------------- | -------------- | --------- |
| Spartak Šternberk   | Checoslovaquia | 1956/1960 |
| Železárny Prostejov | Checoslovaquia | 1960      |
| Brno                | Checoslovaquia | 1961/1963 |
| Dukla Praga         | Checoslovaquia | 1963/1977 |

## Palmarés

### Campeonatos nacionales
| Título                    | Club        | País           | Año  |
| ------------------------- | ----------- | -------------- | ---- |
| Campeón de Checoslovaquia | Dukla Praga | Checoslovaquia | 1964 |
| Campeón de Checoslovaquia | Dukla Praga | Checoslovaquia | 1966 |
| Copa Checoslovaquia       | Dukla Praga | Checoslovaquia | 1965 |
| Copa Checoslovaquia       | Dukla Praga | Checoslovaquia | 1966 |
| Copa Checoslovaquia       | Dukla Praga | Checoslovaquia | 1969 |

### Copas internacionales
| Título                                                                            | Club            | País | Año  |
| --------------------------------------------------------------------------------- | --------------- | ---- | ---- |
| Campeón de Europa                                                                 | República Checa |      | 1976 |
| Liga de Campeones (llegó a semifinales perdiendo frente al futuro campeón Celtic) | Dukla Praga     |      | 1967 |

(*) Incluyendo la selección

### Distinciones individuales
| Distinción                                                  | Año  |
| ----------------------------------------------------------- | ---- |
| Mejor Futbolista de Checoslovaquia                          | 1968 |
| Mejor Futbolista de Checoslovaquia                          | 1972 |
| Mejor Futbolista de Checoslovaquia                          | 1973 |
| Mejor futbolista de Checoslovaquia                          | 1975 |
| Mejor futbolista de Checoslovaquia                          | 1976 |
| Mejor portero de la Copa de Europa                          | 1976 |
| Tercer puesto Balón de Oro                                  | 1976 |
| Medalla de plata como entrenador de porteros de la eurocopa | 1996 |

## Datos
- Ivo Viktor jugó 17 partidos como capitán de la selección, jugando para ella desde 1966-1977.
- Desde 1975 se juega anualmente en Chequia el torneo juvenil "Copa Ivo Viktor".
- En Chequia se otorga el "Premio Ivo Viktor" al mejor arquero de la temporada.
- El juego de Ivo Viktor es admirado por grande figuras como Yashin, Pelé, Beckenbauer, Cruyff, Charlton y otras superestrellas del siglo XX.
- Ocupa un lugar entre los mejores 25 porteros del siglo XX.
- El "padrino" de Ivo fue Pelé ya que lo bautizó en el Maracaná, con dos goles.
- Ivo Viktor es de estatura mediana, pero su falta de altura, bastante importante para el guardameta, la logró sustituir por otras cualidades. Destacó por su agilidad, leía el juego, siempre se posicionaba bien y no sufrió baches en su rendimiento.